# 卢维纳泰
卢维纳泰（義大利語：Luvinate），是意大利瓦雷泽省的一个市镇。总面积4平方公里，人口1319人，人口密度329.8人/平方公里（2009年）。国家统计（ISTAT）代码为012093。